# 三條機械製作所
株式会社三條機械製作所（さんじょうきかいせいさくじょ、英: Sanjo Machine Works, Ltd.）は、新潟県三条市に本社を置く機械・鍛造メーカー。
たばこ製造用装置の分野で日本最大手。自動車部品他、工作機械、印刷機械の製造。

## 沿革
- 1942年7月 - 株式会社三條機械製作所設立。
- 1956年4月 - 新潟証券取引所上場。
- 1961年11月 - 東京証券取引所2部上場。
- 2012年4月 - MBOにより上場廃止。